# Miss Teen Grand
Miss Teen Grand é um concurso de beleza feminino realizado anualmente somente por misses adolescentes fundado em 2023. Criado pelo equatoriano Rodrigo Moreira, diretor e titular da marca registrada.
A atual detentora do título internacional é a brasileira Rafaela Mecabô Salmória, eleita em 25 de Novembro de 2024, em Lima, no Peru.

## Vencedoras

### Miss Teen Grand
Abaixo encontra-se a lista de todas as vencedoras do certame:
| Ano  | Edição | Vencedora               | País   | Ref.  |
| ---- | ------ | ----------------------- | ------ | ----- |
| 2024 | 1ª     | Rafaela Mecabô Salmória | Brasil | [ 2 ] |